# 尼子持久
尼子 持久（あまご もちひさ、永徳元年（1381年） - 永享9年2月25日（1437年3月31日））は、室町時代の武将。上野介。出雲国守護代で出雲尼子氏の祖。月山富田城主。尼子高久の次男。兄に詮久（のりひさ、京極高詮より偏諱を受ける。近江尼子氏の祖。）。子に清定・山中幸久。四郎左衛門尉、上野介、刑部少輔を称したとされる。
永徳元年（1381年）、尼子高久の次男として誕生。『陰徳太平記』によると、明徳3年（1392年）、出雲国守護京極高詮によって守護代に補任されたとあるが、古文書に登場せず、その生涯には不明な点が多い。応永2年（1395年）に月山富田城に入城。元服して「持久」と名乗ったのはこれより間もなくのことであろう（「持」の字は京極持高（高詮の孫）から一字を受けたものと思われる）。永享9年（1437年）2月25日死去、享年56。法号は正雲寺殿久旦持久大居士。墓所は島根県安来市広瀬町菅原にある。